# Мэрэшешти
Мэрэшешты (рум. Mărășești) — город в Румынии в составе жудеца Вранча.

## История
К началу XX века это была деревня со школой, почтовой станцией и станцией телеграфа. Во время Первой мировой войны в августе 1917 года в этих местах произошла битва при Мэрэшешти — последнее крупное сражение на Румынском фронте.
После того, как в эти места пришла железная дорога, коммуна была в 1925 году преобразована из сельской в городскую.
Согласно данным переписи 2016 года, население города составляло 13424 человека.

## Известные уроженцы
- Милан I Обренович (1854—1901) — князь и первый король Сербии
- Петруц, Эманоил (1932—1993) — румынский актёр.